# Leszek Bubel

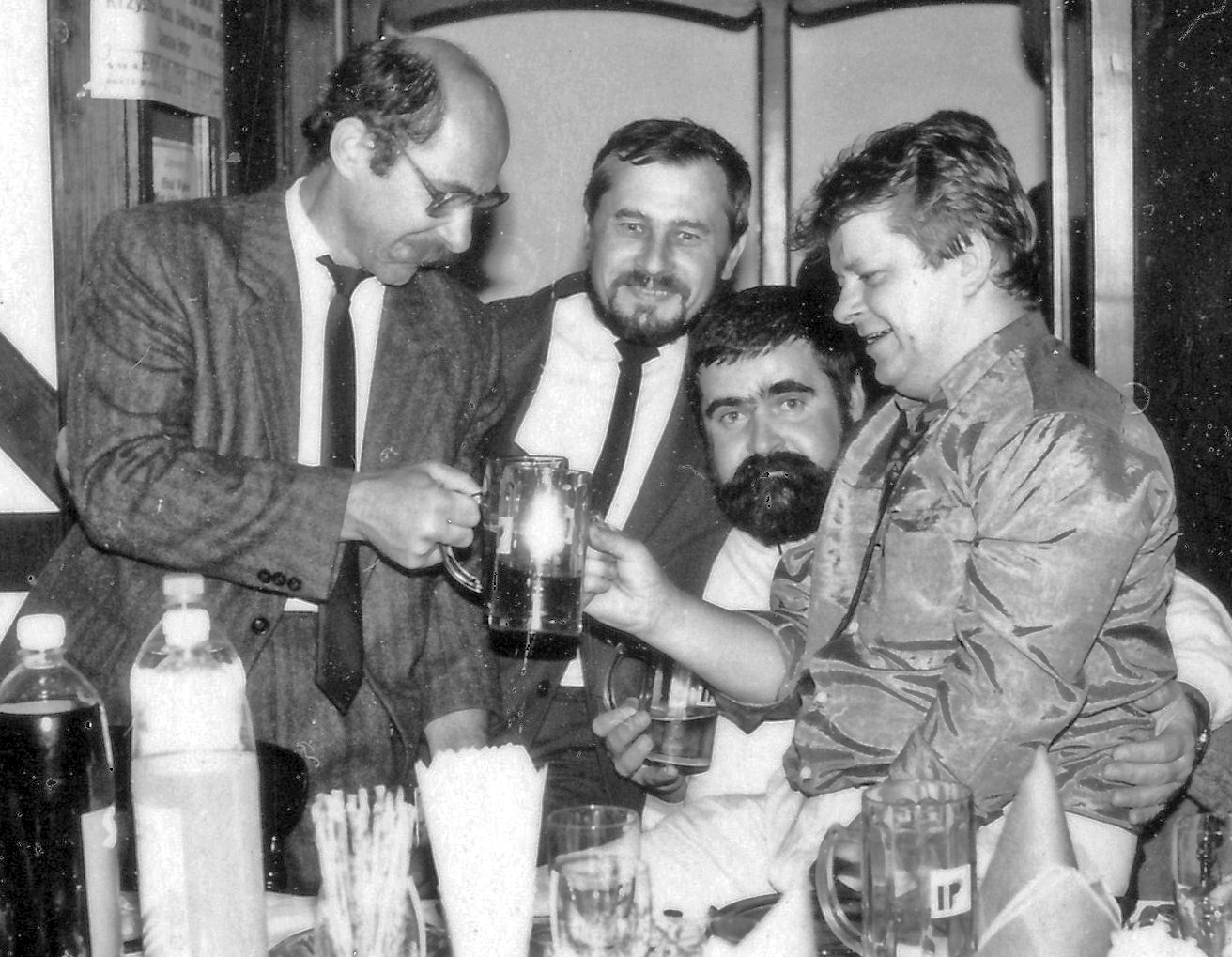
Leszek Bubel (pierwszy od prawej) i Janusz Rewiński (drugi od prawej) podczas spotkania zarządu PPPP

Leszek Henryk Bubel (ur. 19 stycznia 1957 w Węgrowie) – polski polityk, publicysta, wydawca i złotnik. Kandydat na urząd prezydenta RP w 1995 i 2005, poseł na Sejm I kadencji (1991–1993).

## Życiorys

### Rodzina i działalność w okresie PRL
Syn Karola i Sabiny z domu Tarapata. Jego ojciec prowadził sklep galanteryjny i stolarnię. W 1967 Leszek Bubel zamieszkał w Warszawie, gdzie uczęszczał do szkoły podstawowej. W 1976 obronił dyplom czeladniczy, a w 1979 mistrzowski w zawodzie złotniczym jako najmłodszy mistrz w historii polskiego złotnictwa. W tym samym roku uruchomił własną pracownię złotniczą. W 1980 ukończył liceum ogólnokształcące. 4 września 1982 podczas obowiązywania stanu wojennego został internowany, zwolnienie uzyskał 14 września tego samego roku.

### Działalność polityczna w III RP
W wyborach parlamentarnych w 1991 uzyskał mandat posła na Sejm I kadencji z ramienia Polskiej Partii Przyjaciół Piwa. Początkowo pozostawał związany z Polskim Programem Gospodarczym (frakcją Duże Piwo Janusza Rewińskiego), pod koniec kadencji pozostawał posłem niezrzeszonym. Został prezydentem PPPP, która jednak nie prowadziła po 1993 aktywniejszej działalności. Następnie powołał zarejestrowaną w 1995 partię Forum Walki z Bezprawiem, występującą z postulatem powszechnej amnestii, jednak i ta organizacja nie rozwinęła szerszej działalności.
Jako kandydat FWzB wystartował w wyborach prezydenckich w 1995, uzyskując w pierwszej turze 6825 głosów (0,04% poparcia) i zajmując tym samym ostatnie (13.) miejsce.
W 2004 stanął na czele dwóch nowych partii: Polskiej Partii Narodowej i jednego z licznie rejestrowanych po 1989 Stronnictw Narodowych. W tym samym roku z ramienia PPN kandydował w wyborach uzupełniających do Senatu w okręgu katowickim, w których uzyskał 167 głosów.
Zgłosił także swoją kandydaturę w wyborach prezydenckich w 2005 jako przedstawiciel Polskiej Partii Narodowej. Poparły go Narodowy Front Walki Młodych, a także kierowane przez niego Polskie Stowarzyszenie Nie dla Unii Europejskiej oraz Stowarzyszenie Przeciwko Antypolonizmowi. Jego komitet wyborczy został zarejestrowany 20 czerwca. W głosowaniu uzyskał 18 828 głosów (0,13%), co dało mu 10. miejsce spośród 12 kandydatów. W ówczesnych wyborach parlamentarnych otwierał również listę PPN do Sejmu w okręgu siedleckim (partia przy rejestracji list we wszystkich okręgach uzyskała 0,29% głosów w skali kraju).
W 2014 PPN została wykreślona z ewidencji partii politycznych. W wyborach parlamentarnych w 2015 Leszek Bubel został początkowo zarejestrowany jako kandydat KWW Zbigniewa Stonogi do Senatu w okręgu szczecińskim (reprezentując SN), jednak tamtejsza lista kandydatów komitetu została wyrejestrowana. W 2019 był niezależnym kandydatem do Senatu X kadencji.

### Działalność zawodowa w III RP
Zajął się działalnością wydawniczą, deklarując wydanie około tysiąca książek, w tym pięćdziesięciu swojego autorstwa.
Wydawca takich pism jak: „Tylko Polska”, „Polonia. Pismo Patriotyczne”, „Miesięcznik Narodowy”, „Kwartalnik Narodowy”, „Super Detektyw”, „Supertygrys”, „Tajemnice Świata”, „Samoobrona. Gazeta Ogólnopolska”, „ABC Humoru”, „Szybki Kontakt”, „Ściśle Tajne”, „Poradnik Turystyczny”.
Na początku 2008 na portalu YouTube zamieścił nagraną przez siebie piosenką „Longinus Zerwimycka”, która wywołała liczne protesty. Jednocześnie zapoczątkowała jego działalność muzyczną pod szyldem Bubel Band; płyty tego zespołu zamieszczano jako dodatki do redagowanych przez Leszka Bubla czasopism.

### Zarzuty i postępowania
Oskarżany przez różne środowiska o szerzenie rasizmu, antysemityzmu, znieważanie religii, tożsamości kulturowej Żydów i ich samych jako narodu, oraz o nakłanianie czytelników do czynnej, wrogiej postawy wobec przedstawicieli społeczności żydowskiej.
Obiektem krytyki są m.in. publikacje Jak rozpoznać Żyda, Prawda o żydowskich mordach rytualnych, Polsko-żydowska wojna o krzyże. W tej ostatniej Leszek Bubel używał określeń: „obrzezano im mózgi” (o studentach, którzy złożyli pozew przeciwko księdzu Henrykowi Jankowskiemu), „pejsaty paplament” (o Sejmie III kadencji), „podstępne jest żydowskie nasienie”.
Sam Leszek Bubel w wywiadach określał siebie jako „naczelnego antysemitę RP”.
W październiku 2005 Sąd Rejonowy dla Warszawy-Pragi uznał go za winnego znieważenia Żydów, a odstępując od wymierzenia kary, zastosował środek karny w postaci świadczenia pieniężnego w wysokości 2,5 tys. zł na rzecz Polskiego Czerwonego Krzyża. W lutym 2006 warszawski Sąd Okręgowy zmienił zaskarżony wyrok, skazując Leszka Bubla na karę grzywny w wymiarze 5 tys. zł.

## Odznaczenia
- Srebrna Odznaka „Zasłużony Działacz Kultury Fizycznej” (1992)